# Scorpios (schommelschip)
Scorpios is een schommelschip in het Nederlandse attractiepark Toverland.

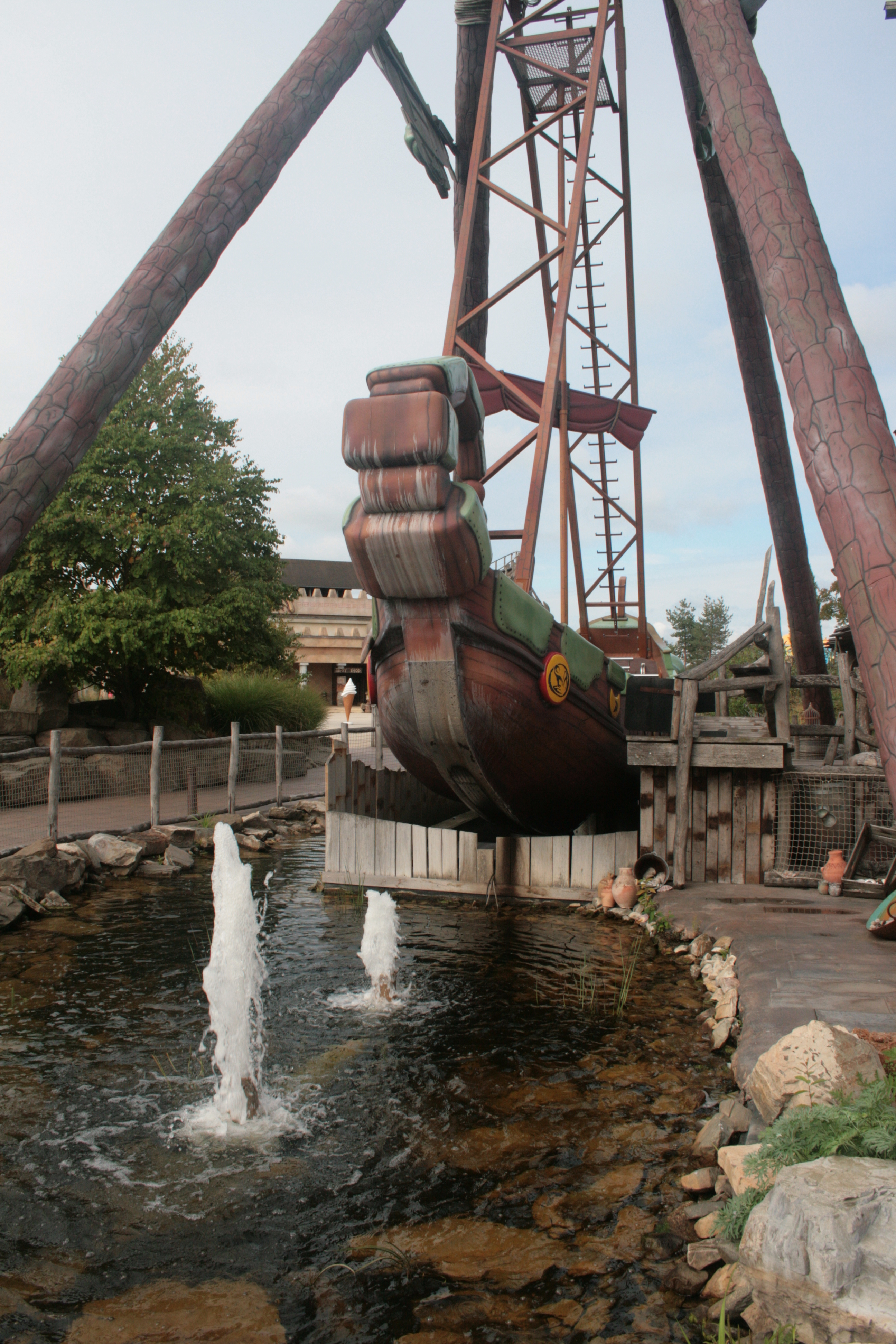
Attractie in 'rust'.

Scorpios staat in het themagebied Ithaka tegenover achtbaan Troy. De attractie is net zoals de rest van het themagebied gethematiseerd naar het oude Griekenland. Het schip heeft kenmerken van een schorpioen, verwijzend naar de naam van de attractie. De omgeving van Scorpios is gedecoreerd naar een haven. Zo bevindt de ingang zich in een 'havengebouw' en is de attractie omgeven door water.
Mede dankzij de uitgebreide thematisering kostte de bouw van Scorpios €2,5 miljoen.
Scorpios werd geopend op 8 juli 2010 om precies 11:30 uur. Het schommelschip werd geleverd door de Duitse attractiebouwer Metallbau Emmeln. Tijdens de rit wordt een snelheid van 42 km/u bereikt, een hoogte van vijftien meter en een hellingshoek van 75 graden.

## Trivia
- Eind juni 2024 raakte een kind gekneld toen de veiligheidsbeugel sloot.

Lijst van attracties in Attractiepark Toverland · Afbeeldingen